# Kritosjemenjače
Kritosjemenjače (Angiospermae, Magnoliophyta, Magnoliophytina) ili, kako ih se još često, u užem smislu, naziva cvjetnjače skupina su biljaka sjemenjača. To je najveća i najbolje istražena divizija sjemenjača (Spermatophyta, Spermatopsida, Phanerogamae i td.). Sastoji se od 64 reda, 416 porodica, približno 13 000 poznatih rodova i 300 000 poznatih vrsta.
Zameci budućeg sjemena okruženi su na dnu tučka plodnicom. Nastanku plodnice doprinijela je u razvojnoj povijesti biljaka smjena generacija. Razlikuju se i cvjetovima. Postoje i druga razlikovna obilježja koja čine kritosjemenjače jedinstvenom skupinom (vrat tučka, kemijski sastojci, mehanizmi oplodnje i razmjena materije).
U mnogim ekosustavima kritosjemenjače su dominirajuća skupina biljaka, a širom svijeta su skupina s najvećim brojem vrsta. Najstariji fosili ovih biljki stari su oko 110 milijuna godina (kreda), a u sedimentima starim 270 milijuna godina dokazana je prisutnost oleanane, tvari koju proizvode isključivo sjemenjače. Gotovo sve biljke koje su jestive za ljude su kritosjemenjače, uz samo nekoliko iznimaka (plod pinija, neke vrste paprati, bobice borovica). 

## Sistematika
304 419 trenutno priznatih vrsta kritosjemenjača grupirano je u 405 porodica s 14 559 rodova, koje se tradicionalno dijele na jednosupnice i dvosupnice. Međutim, postoje napori da se ova klasična sistematizacija mijenja. Suvremene metode istraživanja otvaraju i moguće drugačije pristupe njihovoj podjeli. Tako su utvrđene mikroskopski vidljive razlike u građi zrnaca polena, dio ima dva nabora, dok drugi dio ima tri nabora. Trenutno se u stručnoj javnosti još vodi rasprava o mogućim drugačijim sistematikama, odnosno o pristupu koji kriterij bi za sistematiku trebalo prihvatiti. Tako danas postoje sistematike prema Armanu Levonoviču Tahtadžjanu (nije orijentirana suglasno filogenetskom razvoju), prema Schmeil-Fitschenu (ne sadrži sve, nego prvenstveno kritosjemenjače Srednje Europe) kao i sistematiku zasnovanu na filogenetskim principima, Angiosperm Phylogeny Group.

### Redovi
1. Acorales Mart.
2. Alismatales R.Br. ex Bercht. & J.Presl
3. Amborellales Melikyan, A.V.Bobrov & Zaytzeva
4. Apiales Nakai
5. Aquifoliales Senft
6. Arecales Bromhead
7. Asparagales Link
8. Asterales Link
9. Austrobaileyales Takht. ex Reveal
10. Berberidopsidales Doweld
11. Boraginales Juss. ex Bercht. & J. Presl
12. Brassicales Bromhead
13. Bruniales Dumort.
14. Buxales Takht. ex Reveal
15. Canellales Cronquist
16. Caryophyllales Juss. ex Bercht. & J.Presl
17. Celastrales Link
18. Ceratophyllales Link
19. Chloranthales R.Br.
20. Commelinales Mirb. ex Bercht. & J.Presl
21. Cornales Link
22. Crossosomatales Takht. ex Reveal
23. Cucurbitales Juss. ex Bercht. & J.Presl
24. Dilleniales DC. ex Bercht. & J.Presl
25. Dioscoreales Mart.
26. Dipsacales Juss. ex Bercht. & J.Presl
27. Ericales Bercht. & J.Presl
28. Escalloniales Link
29. Fabales Bromhead
30. Fagales Engl.
31. Garryales Mart.
32. Gentianales Juss. ex Bercht. & J.Presl
33. Geraniales Juss. ex Bercht. & J.Presl
34. Gunnerales Takht. ex Reveal
35. Huerteales Doweld
36. Icacinales Tiegh. ex Tiegh.
37. Lamiales Bromhead
38. Laurales Juss. ex Bercht. & J.Presl
39. Liliales Perleb
40. Magnoliales Bromhead
41. Malpighiales Juss. ex Bercht. & J. Presl
42. Malvales Juss.
43. Metteniusales ex Takht.
44. Myrtales Juss. ex Bercht. & J.Presl
45. Nymphaeales Salisb. ex Bercht. & J. Presl
46. Oxalidales Bercht. & J.Presl
47. Pandanales R. Br. ex Bercht. & J.Presl
48. Paracryphiales Takht. ex Reveal
49. Petrosaviales Takht.
50. Picramniales Doweld
51. Piperales Bercht. & J.Presl
52. Poales Small
53. Proteales Juss. ex Bercht. & J.Presl
54. Ranunculales Juss. ex Bercht. & J.Presl
55. Rosales Bercht. & J.Presl
56. Santalales R.Br. ex Bercht. & J.Presl
57. Sapindales Juss. ex Bercht. & J.Presl
58. Saxifragales Bercht. & J.Presl
59. Solanales Juss. ex Bercht. & J.Pres
60. Trochodendrales Takht. ex Cronquist
61. Vahliales Doweld
62. Vitales Juss. ex Bercht. & J.Presl
63. Zingiberales Griseb.
64. Zygophyllales Link

### Porodice:
Acanthaceae, Achariaceae, Achatocarpaceae, Acoraceae, Actinidiaceae, Adoxaceae, Aextoxicaceae, Aizoaceae, Akaniaceae, Alismataceae, Alseuosmiaceae, Alstroemeriaceae, Altingiaceae, Alzateaceae, Amaranthaceae, Amaryllidaceae, Amborellaceae, Anacardiaceae, Anarthriaceae, Ancistrocladaceae, Anisophylleaceae, Annonaceae, Aphanopetalaceae, Aphloiaceae, Apiaceae, Apocynaceae, Apodanthaceae, Aponogetonaceae, Aquifoliaceae, Araceae, Araliaceae, Arecaceae, Argophyllaceae, Aristolochiaceae, Asparagaceae, Asteliaceae, Asteropeiaceae, Atherospermataceae, Austrobaileyaceae, Balanopaceae, Balanophoraceae, Balsaminaceae, Barbeuiaceae, Barbeyaceae, Basellaceae, Bataceae, Begoniaceae, Berberidaceae, Berberidopsidaceae, Betulaceae, Biebersteiniaceae, Bignoniaceae, Bixaceae, Blandfordiaceae, Bonnetiaceae, Boraginaceae, Boryaceae, Brassicaceae, Bromeliaceae, Brunelliaceae, Bruniaceae, Burmanniaceae, Burseraceae, Butomaceae, Buxaceae, Byblidaceae, Cabombaceae, Cactaceae, Calceolariaceae, Calophyllaceae, Calycanthaceae, Calyceraceae, Campanulaceae, Campynemataceae, Canellaceae, Cannabaceae, Cannaceae, Capparaceae, Caprifoliaceae, Cardiopteridaceae, Caricaceae, Carlemanniaceae, Caryocaraceae, Caryophyllaceae, Casuarinaceae, Celastraceae, Centrolepidaceae, Centroplacaceae, Cephalotaceae, Ceratophyllaceae, Cercidiphyllaceae, Chloranthaceae, Chrysobalanaceae, Circaeasteraceae, Cistaceae, Cleomaceae, Clethraceae, Clusiaceae, Colchicaceae, Columelliaceae, Combretaceae, Commelinaceae, Compositae, Connaraceae, Convolvulaceae, Coriariaceae, Cornaceae, Corsiaceae, Corynocarpaceae, Costaceae, Crassulaceae, Crossosomataceae, Crypteroniaceae, Ctenolophonaceae, Cucurbitaceae, Cunoniaceae, Curtisiaceae, Cyclanthaceae, Cymodoceaceae, Cynomoriaceae, Cyperaceae, Cyrillaceae, Cytinaceae, Daphniphyllaceae, Dasypogonaceae, Datiscaceae, Degeneriaceae, Diapensiaceae, Dichapetalaceae, Didiereaceae, Dilleniaceae, Dioncophyllaceae, Dioscoreaceae, Dipentodontaceae, Dipterocarpaceae, Dirachmaceae, Doryanthaceae, Droseraceae, Drosophyllaceae, Ebenaceae, Ecdeiocoleaceae, Elaeagnaceae, Elaeocarpaceae, Elatinaceae, Emblingiaceae, Ericaceae, Eriocaulaceae, Erythroxylaceae, Escalloniaceae, Eucommiaceae, Euphorbiaceae, Euphroniaceae, Eupomatiaceae, Eupteleaceae, Fagaceae, Flagellariaceae, Fouquieriaceae, Frankeniaceae, Garryaceae, Geissolomataceae, Gelsemiaceae, Gentianaceae, Geraniaceae, Gesneriaceae, Gisekiaceae, Gomortegaceae, Goodeniaceae, Goupiaceae, Griseliniaceae, Grossulariaceae, Grubbiaceae, Gunneraceae, Gyrostemonaceae, Haemodoraceae, Halophytaceae, Haloragaceae, Hamamelidaceae, Hanguanaceae, Haptanthaceae, Heliconiaceae, Helwingiaceae, Hernandiaceae, Himantandraceae, Huaceae, Humiriaceae, Hydatellaceae, Hydnoraceae, Hydrangeaceae, Hydrocharitaceae, Hydroleaceae, Hydrostachyaceae, Hypericaceae, Hypoxidaceae, Icacinaceae, Iridaceae, Irvingiaceae, Iteaceae, Ixioliriaceae, Ixonanthaceae, Joinvilleaceae, Juglandaceae, Juncaceae, Juncaginaceae, Kirkiaceae, Koeberliniaceae, Krameriaceae, Lacistemataceae, Lactoridaceae, Lamiaceae, Lanariaceae, Lardizabalaceae, Lauraceae, Lecythidaceae, Leguminosae, Lentibulariaceae, Lepidobotryaceae, Liliaceae, Limeaceae, Limnanthaceae, Linaceae, Linderniaceae, Loasaceae, Loganiaceae, Lophiocarpaceae, Loranthaceae, Lowiaceae, Lythraceae, Magnoliaceae, Malpighiaceae, Malvaceae, Marantaceae, Marcgraviaceae, Martyniaceae, Mayacaceae, Melanthiaceae, Melastomataceae, Meliaceae, Melianthaceae, Menispermaceae, Menyanthaceae, Metteniusaceae, Misodendraceae, Mitrastemonaceae, Molluginaceae, Monimiaceae, Montiaceae, Montiniaceae, Moraceae, Moringaceae, Muntingiaceae, Musaceae, Myodocarpaceae, Myricaceae, Myristicaceae, Myrothamnaceae, Myrtaceae, Nartheciaceae, Nelumbonaceae, Nepenthaceae, Neuradaceae, Nitrariaceae, Nothofagaceae, Nyctaginaceae, Nymphaeaceae, Ochnaceae, Olacaceae, Oleaceae, Onagraceae, Oncothecaceae, Opiliaceae, Orchidaceae, Orobanchaceae, Oxalidaceae, Paeoniaceae, Pandaceae, Pandanaceae, Papaveraceae, Paracryphiaceae, Passifloraceae, Paulowniaceae, Pedaliaceae, Penaeaceae, Pentadiplandraceae, Pentaphragmataceae, Pentaphylacaceae, Penthoraceae, Peraceae, Peridiscaceae, Petermanniaceae, Petrosaviaceae, Philesiaceae, Philydraceae, Phrymaceae, Phyllanthaceae, Phyllonomaceae, Physenaceae, Phytolaccaceae, Picramniaceae, Picrodendraceae, Piperaceae, Pittosporaceae, Plantaginaceae, Platanaceae, Plocospermataceae, Plumbaginaceae, Poaceae, Podostemaceae, Polemoniaceae, Polygalaceae, Polygonaceae, Pontederiaceae, Portulacaceae, Posidoniaceae, Potamogetonaceae, Primulaceae, Proteaceae, Putranjivaceae, Quillajaceae, Rafflesiaceae, Ranunculaceae, Rapateaceae, Resedaceae, Restionaceae, Rhabdodendraceae, Rhamnaceae, Rhipogonaceae, Rhizophoraceae, Roridulaceae, Rosaceae, Rousseaceae, Rubiaceae, Ruppiaceae, Rutaceae, Sabiaceae, Salicaceae, Salvadoraceae, Santalaceae, Sapindaceae, Sapotaceae, Sarcobataceae, Sarcolaenaceae, Sarraceniaceae, Saururaceae, Saxifragaceae, Scheuchzeriaceae, Schisandraceae, Schlegeliaceae, Schoepfiaceae, Scrophulariaceae, Setchellanthaceae, Simaroubaceae, Simmondsiaceae, Siparunaceae, Sladeniaceae, Smilacaceae, Solanaceae, Sphaerosepalaceae, Sphenocleaceae, Stachyuraceae, Staphyleaceae, Stegnospermataceae, Stemonaceae, Stemonuraceae, Stilbaceae, Strasburgeriaceae, Strelitziaceae, Stylidiaceae, Styracaceae, Surianaceae, Symplocaceae, Talinaceae, Tamaricaceae, Tapisciaceae, Tecophilaeaceae, Tetrachondraceae, Tetramelaceae, Tetrameristaceae, Theaceae, Thomandersiaceae, Thurniaceae, Thymelaeaceae, Ticodendraceae, Tofieldiaceae, Torricelliaceae, Tovariaceae, Trigoniaceae, Triuridaceae, Trochodendraceae, Tropaeolaceae, Typhaceae, Ulmaceae, Urticaceae, Vahliaceae, Velloziaceae, Verbenaceae, Violaceae, Vitaceae, Vivianiaceae, Vochysiaceae, Winteraceae, Xanthorrhoeaceae, Xeronemataceae, Xyridaceae, Zingiberaceae, Zosteraceae, Zygophyllaceae

## Vanjske poveznice
- Pregled različitih klasifikacijskih sistema  Arhivirana inačica izvorne stranice od 2. studenoga 2008. (Wayback Machine) (engl.)
- L. Watson and M. J. Dallwitz (1992 onwards). The families of flowering plants: descriptions, illustrations, identification, information retrieval.  Arhivirana inačica izvorne stranice od 3. siječnja 2007. (Wayback Machine) (engl.)
- Angiosperms - An annotated link directory (engl.)